# Scharnstein
Scharnstein é um município da Áustria localizado no distrito de Gmunden, no estado de Alta Áustria.